# Cantó de Rochefort-sur-Nenon
El cantó de Rochefort-sur-Nenon és un cantó francès del departament del Jura, situat al districte de Dole. Té 18 municipis i el cap és Rochefort-sur-Nenon.

## Municipis
- Amange
- Archelange
- Audelange
- Authume
- Baverans
- Brevans
- Châtenois
- Éclans-Nenon
- Falletans
- Gredisans
- Jouhe
- Lavangeot
- Lavans-lès-Dole
- Menotey
- Rainans
- Rochefort-sur-Nenon
- Romange
- Vriange

## Història
| Data d'elecció                           | Identitat               | Partit                     | Qualitat |
| ---------------------------------------- | ----------------------- | -------------------------- | -------- |
| 1945-1976                                | M. Bonnet               | RGR, després CNI           |          |
| 1976-1982                                | M. Cordier              | PS                         |          |
| 1982-1994                                | Gérard Fernoux-Coutenet | UDF                        |          |
| 1994-2001                                | Guy Dumélie             | PS                         |          |
| 2001-                                    | Franck David            | Divers droite, després UMP |          |
| les dades anteriors no són pas conegudes |                         |                            |          |
|                                          |                         |                            |          |